# Северный поток
«Се́верный пото́к — 1» (англ. Nord Stream-1, ранее — морская часть Северо-Европейского газопровода) — недействующая после диверсии часть магистрального газопровода между Россией и Германией, проходящего по дну Балтийского моря.
«Северный поток» является морской частью одной из веток системы газопроводов «Ямал — Европа». Помимо «Северного потока», в ветку входят газопровод «Грязовец — Выборг» в России и газопроводы OPAL и NEL в Германии.
В проекте участвуют Россия, Германия, Нидерланды и Франция; против его реализации выступали страны-транзитёры российского газа через другие газопроводы, страны Прибалтики и США. Цели проекта строительства и функционирования магистрального газопровода — увеличение поставок природного газа на европейский рынок, снижение издержек и зависимости от транзитных государств и стран.
Прокладка трубопровода начата в апреле 2010 года. В сентябре 2011 года начато заполнение технологическим газом первой из двух ниток. 8 ноября 2011 года начались поставки газа по первой нитке газопровода. 18 апреля 2012 года была закончена вторая нитка. 8 октября 2012 года начались поставки газа по двум ниткам газопровода в коммерческом режиме.
С 2016 года по 2021 год «Северный поток — 1» являлся самым протяжённым подводным газопроводом в мире, его длина — 1224 км. Владелец и оператор — компания Nord Stream AG. В 2021 году была завершена укладка «Северного потока — 2», длина которого больше на 10 км за счёт обхода территориальных вод Дании.
26 сентября 2022 года обе нитки газопровода были взорваны.

## Предпосылки
Согласно прогнозам, импорт природного газа в Евросоюз возрастёт от 312 млрд м³ в 2007 году до 512 млрд м³ в год в 2030 году. Российские газовые месторождения способны обеспечить около четверти дополнительного импорта газа. Природный газ имеет самый низкий уровень выброса CO2 из всех видов ископаемого топлива и успешно заменяет уголь, у которого уровень выброса на 50 % больше. Таким образом, увеличение поставок природного газа вписывается в концепцию европейской программы по борьбе с изменением климата, согласующейся с рамочной конвенцией ООН.
Объём газа, который может быть поставлен по газопроводу «Северный поток» — 55 млрд м³ в год, эквивалентен энергии, вырабатываемой на 14 АЭС и 50 угольных электростанциях.

## Описание и характеристики

### Маршрут
Газопровод протяжённостью 1224 км проходит от компрессорной станции у бухты Портовая близ Выборга, Ленинградская область (60°33′24″ с. ш. 28°03′59″ в. д.) до точки выхода рядом с АЭС Грайфсвальд, земля Мекленбург-Передняя Померания (54°09′04″ с. ш. 13°39′23″ в. д.). Маршрут газопровода проходит через территориальные воды и исключительную экономическую зону России, Дании, Германии, а также через исключительные экономические зоны Финляндии и Швеции.

### Управление и собственники
Оператором газопровода является Nord Stream AG, структура акционеров:
- «Газпром» — 51 %;
- Wintershall, подразделение BASF — 15,5 %;
- E.ON Ruhrgas, подразделение E.ON — 15,5 %;
- Gasunie, единственный оператор газовых транспортных сетей Голландии — 9 %;
- GDF Suez, представляет интересы Франции — 9 %.

Суммарные инвестиции в проект в двухниточном исполнении составляют 7,4 млрд евро.

### Береговая инфраструктура

Основные газопроводы Восточной Европы

Технически Северный поток является подводной частью одной из веток газопровода Ямал — Европа. Наземная часть ветки начинается в районе города Грязовец, откуда в 2012 году был построен газопровод «Грязовец — Выборг» длиной 917 км и диаметром 1 420 мм. Петля замыкается в Германии, где к открытию Северного потока был построен газопровод OPAL, соединяющий Северный поток с газопроводом JAGAL (продолжением газопровода Ямал—Европа) и газопроводом STEGAL (продолжением газопровода Уренгой — Помары — Ужгород). Помимо OPAL, в Германии был построен ещё один сухопутный отвод Северного потока, газопровод NEL, через который газ поступает на северо-запад Европы.
Ресурсное обеспечение трубопровода газом осуществляется с двух вновь освоенных месторождений — Южно-Русского месторождения (район Уренгоя, начало эксплуатации 2008 год, запасы 1000 млрд м³) и Бованенковского (расположено на полуострове Ямал, начало эксплуатации 2012 год, запасы 4900 млрд м³). Для подключения Бованенковского месторождения в 2012 году был открыт газопровод Бованенково — Ухта длиной 1100 км и производительностью до 140 млрд м³/год.
Компрессорная станция КС «Портовая» (60°33′24″ с. ш. 28°03′59″ в. д.) является уникальным объектом мировой газовой отрасли по суммарной мощности 366 МВт. Давление на её выходе составляет 220 бар, при выходе трубы на сушу в Германии — 106 бар. На протяжении всего морского участка газ транспортируется в бескомпрессорном режиме, при этом в Грайфсвальде также нет компрессорной станции — запаса давления хватает, чтобы транспортировать газ ещё на 100 км.
В непосредственной близости от КС «Портовая» построен среднетоннажный завод по сжижению природного газа и морской СПГ-терминал «Газпром СПГ Портовая».

### Технические характеристики
- Мощность газопровода составляет 55 млрд м³ газа в год (2 нитки)[13][14].
- Максимальная глубина моря в местах прохождения трубы — 210 м[15].

Конструкция трубопровода
- Диаметр трубы (внешний) — 1220 мм, внутренний диаметр — 1153 мм[16].
- Толщина труб — 27—41 мм[17].
- На внутреннюю поверхность стальной трубы нанесён антифрикционный слой толщиной 1 мм[18].
- Наружный слой трубопровода толщиной 60—110 мм — слой бетонной рубашки; под бетонной рубашкой — коррозионноустойчивый слой.
- Рабочее давление — 220 бар (22 МПа, или 217 атм)[19].

Технические детали
- Длина газопровода: 1224 км.
- Количество отрезков трубопровода: 199 755 шт.
- Масса одного отрезка трубопровода: 24 т.
- Чтобы газ, пущенный с российского конца трубопровода, достиг конца трубопровода, расположенного в Германии, требуется 12 дней[18].
- В строительстве было задействовано 148 морских судов.
- Общая масса стали, использованной при строительстве газопровода, составляет 2,42 млн тонн[18].

## Реализация проекта
На подготовительном этапе на все исследования в области экологии по всему будущему маршруту трубопровода Nord Stream потратил около 100 млн евро.

### 1997—2006
- В 1997 году начались подготовительные работы по строительству морского участка: проведены научные исследования, на основе которых определён примерный маршрут газопровода.
- В 2000 году решением комиссии Евросоюза по энергетике и транспорту проекту был присвоен статус TEN (трансъевропейская сеть)[15].
- 9 декабря 2005 года в Вологодской области (в Бабаево) началось строительство газопровода «Грязовец — Выборг», обеспечивающего транспортировку газа для потребителей Северо-Западного региона России и в экспортный газопровод «Северный поток».

### 2007
- 16 августа был размещён основной заказ на строительство буровых установок для разработки Штокмановского месторождения, которые должны будут добывать газ для газопровода. Заместитель председателя правления «Газпрома» (заказчика конкурса) Валерий Голубев сообщил, что Выборгский судостроительный завод победил в конкурсе на строительство. Планировалось построить две установки, стоимость проекта на тот момент оценивалась в 59 млрд руб[20].
- Осенью 2007 года было объявлено о выплате «Газпромом» компенсации ущерба, причинённого магистралям Ленинградской области в процессе строительства. Сумма выплат составит 160 млн рублей, из них порядка 100 млн могут быть получены в 2007 году[21].
- 21 ноября 2007 года Nord Stream представил правительству Швеции заявку на строительство морского трубопровода, маршрут которого предполагает проход через шведскую экономическую зону[22].
- 5 ноября. Начало прокладки газопровода Nord Stream переносится на июль 2009 года, а расчётное начало поставок газа — на 2 месяца (с 30 сентября на 30 ноября 2010 года), заявил журналистам технический директор Nord Stream AG Сергей Сердюков. По его словам, перенос начала строительства связан с процессом получения согласования в странах балтийского региона. Говоря о том, почему при сдвиге начала прокладки на полгода предполагаемое начало поставок газа переносится лишь на 2 месяца, он отметил, что такого результата планируется достичь за счёт использования дополнительного — второго — судна-трубоукладчика, а также за счёт сокращения и интенсификации сроков пусконаладочных работ.
- Газопровод планируется ввести в эксплуатацию в 2011 году. На первом этапе планируется строительство одной нитки пропускной способностью 27,5 млрд м³ газа в год. Проектом предусмотрено строительство к 2012 году второй нитки, которая увеличит мощность Nord Stream до 55 млрд м³ в год.

### 2008
- В начале июня 2008 года было объявлено о двух существенных моментах:[23]
  1. Стоимость проекта выросла с 6 до 7,4 млрд евро.
  2. Пуск газа по Nord Stream перенесён с 2010 на 2011 год.

### 2009
- 20 октября датское энергетическое агентство выдало оператору проекта разрешение на строительство газопровода в территориальных водах и особой экономической зоне своей страны[24].
- 5 ноября правительство Швеции дало согласие на строительство газопровода в особой экономической зоне этой страны.[25] Несколько позже в этот же день аналогичное решение приняло правительство Финляндии[26].
- 18 декабря разрешение на строительство российского участка газопровода выдал Росприроднадзор[27].
- 21 декабря Управление горнодобывающей промышленности Штральзунда выдало разрешение на строительство 50-километрового участка газопровода в территориальных водах Германии с точкой выхода на берег в Лубмине (недалеко от Грайфсвальда)[28].

### 2010
- 12 февраля последнее необходимое разрешение на строительство газопровода на своей территории выдало Региональное административное агентство Южной Финляндии. Таким образом, получены все необходимые разрешения на прокладку газопровода.
- 6 апреля — сообщено о начале укладки газопровода по дну Балтийского моря.[29]
- 9 апреля началось строительство трубопровода. В торжественной церемонии запуска строительства, состоявшейся под российским городом Выборгом, участвовали Президент России Дмитрий Медведев, канцлер Германии Ангела Меркель, премьер-министр Нидерландов Ян Петер Балкененде и другие официальные лица[30].
- 30 мая состоялась символическая отправка первого «киловатт-часа» российского газа из Выборга через Балтийское море в Грайфсвальд. Инициатором акции стал управляющий директор Wingas Belgium Том Амери, который получил наполненный газом баллон от начальника управления Северной Европы «Газпром экспорта» Михаила Мальгина, отдав ему взамен символическую монету в 1 евро[31] в виде оплаты. Баллон с газом Амери повёз на борту своей спортивной яхты «Phantasie», которая по пути в Германию зайдёт в порты Финляндии, Швеции и Дании и, спустя две недели, пройдя путь в 820 миль (около 1500 км), 12 июня в сопровождении исторических парусных судов войдёт в порт Грайфсвальд. Ожидается, что в числе встречающих яхту на германском берегу будет министр-президент земли Мекленбург-Передняя Померания Эрвин Селлеринг. Кроме того, обещалось, что в ходе путешествия команда яхты из восьми сотрудников Wingas будет вести вахтенный журнал в своём блоге в Интернете[32].
- 28 августа буровые платформы, предназначавшиеся для добычи газа для этого газопровода («Северное сияние» и «Полярная звезда»), были направлены на Сахалин. Местом работы платформы станет Сахалинский шельф, где платформы планируется установить и запустить к 2011 и 2012 году. Такое решение было принято ООО «Газфлот» в связи с тем, что планы по освоению Штокмановского месторождения были перенесены на более отдалённую перспективу[33].
- 19 октября 2010 года завершено строительство участка газопровода «Северный поток» в территориальных водах Германии и начаты работы в морской зоне Дании[34].
- 16 декабря 2010 года подписаны официальные обязательства по финансированию второй фазы Nord Stream по предоставлению финансирования на сумму 2,5 млрд евро для второй фазы проекта.

### 2011

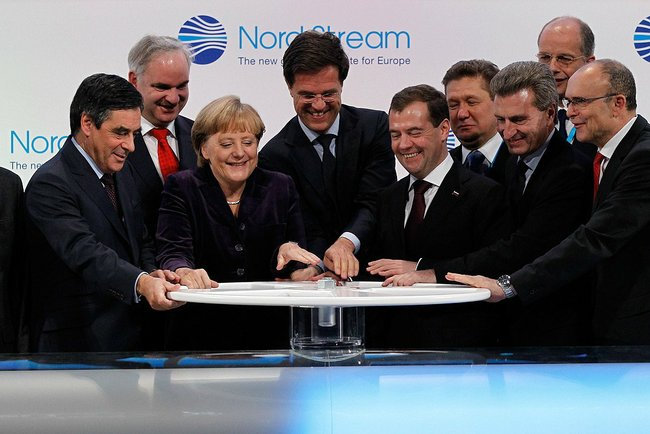
Символическое открытие «Северного потока» 8 ноября 2011

- 4 февраля. На дно Балтийского моря уложено 1000 из 1220 км. Проложены две из трёх секций первой линии. Nord Stream завершил укладку первой линии газопровода в Финском заливе[35].
- 20 апреля. Председатель Правительства Российской Федерации на выступлении перед депутатами Государственной думы заявил, что прокладка морской части «Северного потока» закончится в июле 2011 года. Предположительно поставка энергоносителей начнётся в октябре 2011 года. После этого планируется начать прокладку второй нитки газопровода[36].
- 5 мая. Управляющая компания Nord Stream AG заявила о завершении прокладки первой нитки газопровода. Остаётся соединить три секции газопровода, проложенного по дну[37].
- 21 июня. Укладка второй нитки газопровода завершилась в российских водах и продолжилась в территориальных водах Финляндии[38].
- 28 августа «Северный поток» подключён к европейской газотранспортной системе: в немецком городе Лубмин первая нитка газопровода состыкована с немецким газопроводом OPAL[39].
- 6 сентября. «Газпром» приступил к пробной закачке технологического природного газа в первую нитку газопровода[40].
- 8 ноября. Газопровод «Северный поток» официально заработал[41].

### 2012
- 18 апреля 2012 года досрочно завершилась укладка второй нитки газопровода «Северный поток»[42].
- 8 октября 2012 года введена в строй вторая ветка газопровода «Северный поток»[43]

### 2015
- До принятия решения ЕС по расширению доступа Газпрома к системе газопроводов Германии OPAL в 2015 году, он подключён только к нитке OPAL, ведущей в Чехию; при этом используется примерно половина (25 млрд м³/год) проектной мощности газопровода, которая делится поровну между потребителями в Германии и Чехии[44]
- 4 сентября 2015 года «Газпром», BASF, ENGIE, E. On, Shell и OMV[45] на правах соучредителей подписали соглашение о расширении мощностей «Северного потока» (проект «Северный поток-2»). Этим проектом предусматривается строительство ещё двух ниток газопровода, что увеличит полную мощность существующего «Северного потока» вдвое.

### 2016
- Германия и Россия пытаются вывести газопровод OPAL из-под действий Третьего энергопакета ЕС, согласно которому 50 % газопровода должно принадлежать третьим сторонам, на что Россия принципиально не может согласиться из-за того, что «Газпром» является единственным естественным поставщиком газопровода «Северный поток», наполняющего в свою очередь OPAL.[46]

Эффективное использование мощностей OPAL означало бы снижение роли Украины как транзитной страны, а ввод в эксплуатацию трубопроводов «Северный поток 2» и «Турецкий поток» — и полное прекращение транзита по её территории.
- 28 октября 2016 года появилась информация о достижении решения данного вопроса в пользу вывода газопровода OPAL из под норм третьего энергопакета до 2033 года.[47][48].
- 23 декабря 2016 Европейский Суд приостановил решение Еврокомиссии о доступе российского Газпрома к газопроводу OPAL[49], в качестве обеспечительной меры на период судебного разбирательства. Решение было принято по иску польской компании PGNiG и правительства Польши[50].

### 2017
- В июне 2017 года Европейский суд отказался допустить «Газпром» в качестве третьей стороны по делу, а в июле того же года снял обеспечительную меру, установленную 23 декабря 2016 года[51].
- 3 августа 2017 было сообщено, что после отмены запрета на использование 40 % мощностей трубопровода OPAL «Газпром» увеличил через него транзит, загрузка трубопровода выросла более чем на четверть за счёт сокращения транзита газа по территории Украины.[52]

### 2019
- 10 сентября 2019 Европейский суд отменил решение Еврокомиссии об изменении режима использования газопровода OPAL как принятое с нарушением принципа энергетической солидарности.[53]

### 2022
В 2022 году произошла диверсия и произошёл прорыв магистралей газопровода компании Nord Stream Aktiengesellschaft в ночь на 26 сентября. На магистралях в двух местах произошли утечки природного газа. Компания Nord Stream AG заявила, что авария произошла на всех трёх нитях одновременно (одна нить — на газопроводе «Северный поток — 2»). Все повреждения произошли в исключительной экономической зоне Дании северо-восточнее острова Борнхольм, в зоне морского контроля Организации Североатлантического договора.

## Международная реакция

### Польша
Сразу после заключения соглашения президент Польши Александр Квасьневский назвал подписанный Путиным пакет «плохим с точки зрения экологии и слабым с экономической и политической точек зрения».
Польский сейм принял заявление, в котором говорится, что германско-российское соглашение о строительстве газопровода «угрожает безопасности и независимости Польши».
Правительство Польши последовательно выступает против этого проекта.
Лидер партии «Закон и справедливость» Ярослав Качиньский объявил себя врагом «Северного потока».

### Прибалтика
Прибалтийские страны резко выступили против планируемого строительства Северо-Европейского газопровода.
15 сентября 2005 премьер-министр Литвы Альгирдас Бразаускас заявил, что строительство СЕГ обернётся экологической катастрофой для Балтийского моря в связи с тем, что на дне Балтийского моря находятся места захоронения химического оружия нацистской Германии.
Аналогичную реакцию продемонстрировали Польша и Латвия. 13 декабря 2005, однако, министр иностранных дел Латвии Артис Пабрикс заявил, что Латвия может принять участие в Северо-Европейском газопроводе.
25—26 ноября 2005 в Таллине (Эстония) состоялась сессия президиума Балтийской ассамблеи, главным пунктом повестки дня которой стало обсуждение проекта строительства СЕГ. Парламентарии Литвы, Латвии, Эстонии и Польши приняли резолюцию, требующую от России и Германии учесть их экологические и экономические интересы.
В резолюции содержится призыв к парламентам всех стран, расположенных в акватории Балтийского моря, и к советам министров прибалтийских стран обратить особое внимание и оценить проект СЕГ на предмет его соответствия международным договорам по защите Балтийского моря, а также правовым актам, действующим в Евросоюзе.
20 сентября 2009 года правительство Эстонии, в попытке сорвать проект, приняло решение дать отрицательный ответ на ходатайство Nord Stream AG о проведении геологоразведочных работ на месте предполагаемой прокладки газопровода.
Латвия
Экс-премьер-министр Латвии Айгар Калвитис заявил, что планируемое строительство «не отвечает единой энергетической политике ЕС». Однако 13 декабря 2005 министр иностранных дел Латвии Артис Пабрикс заявил, что Латвия может принять участие в Северо-Европейском газопроводе.
Мнение Латвии:

Для Евросоюза и балтийского региона вместе с Россией очень важна физическая инфраструктура — это означает больше передач, больше кабелей, больше труб— Премьер-министр Латвии Ивар Годманис
Литва
15 сентября 2005 премьер-министр Литвы Альгирдас Бразаускас заявил, что строительство СЕГ обернётся экологической катастрофой для Балтийского моря в связи с тем, что на дне Балтийского моря находятся места захоронения химического оружия нацистской Германии.
По мнению депутата Европарламента от Литвы Витаутаса Ландсбергиса, «этот новый альянс немцев и русских был спланирован для изменения политической карты Европы».
Эстония
25—26 ноября 2005 в Таллине (Эстония) состоялась сессия президиума Балтийской ассамблеи, главным пунктом повестки дня которой стало обсуждение проекта строительства СЕГ. Парламентарии Литвы, Латвии, Эстонии и Польши приняли резолюцию, требующую от России и Германии учесть их экологические и экономические интересы.
В резолюции содержится призыв к парламентам всех стран, расположенных в акватории Балтийского моря, и к советам министров прибалтийских стран обратить особое внимание и оценить проект СЕГ на предмет его соответствия международным договорам по защите Балтийского моря, а также правовым актам, действующим в Евросоюзе.
28 декабря 2005 депутаты эстонского парламента Игорь Грязин (Партия реформ) и бывший премьер-министр Юхан Партс предложили расширить территориальные воды Эстонии в Финском заливе на три мили с тем, чтобы установить эстонский суверенитет над участком дна, по которому пройдёт трасса газопровода. По их мнению, согласно Конвенции ООН о морском праве 1982 года, граница территориальных вод Эстонии может проходить строго посередине между финским и эстонским побережьями, но по принятому в 1993 закону Эстония добровольно сдвинула свою границу на три морские мили ближе к берегу. Эти три мили входят в её экономическую зону. Ширина нейтрального коридора между Эстонией и Финляндией составляет шесть морских миль. Предложение депутатов вряд ли будет принято Финляндией, поскольку российский газ на 40 % покрывает энергетические потребности Финляндии.
20 сентября 2007 года пресс-служба эстонского правительства распространила следующее сообщение: 

Учитывая суверенитет Эстонской Республики в территориальных водах и государственные интересы в экономических водах, правительство не удовлетворило ходатайство компании Nord Stream на проведение исследований морского дна в эстонской экономической зоне
20 сентября было также сделано заявление о том, что правящая в Эстонии партия «Союз Отечества — Республика» выступает против выдачи Nord Stream разрешения на исследования.

### Швеция
Премьер-министр Швеции Йоран Персон в августе 2006 заявил, что готов воспрепятствовать прокладке газопровода по дну Балтийского моря. В интервью газете «Veckans Affärer» он сказал: «Те, кто считает, что достаточно лишь проложить газопровод по морскому дну, совершают большую ошибку… мы легко можем это всё остановить… В ЕС я один из тех, по чьему требованию этот крупный инфраструктурный проект должен учитывать экологические требования. Это позиция всего ЕС».
5 ноября 2009 года правительство Швеции одобрило прокладку газопровода Nord Stream для транспортировки природного газа в международных водах своей экономической зоны в Балтийском море. По требованию шведов оператор проекта отказался от строительства компрессорной станции вблизи берегов Швеции — в итоге подводный газопровод пройдёт без компрессорной станции, поддерживающей давление в трубе. Оператору проекта, Nord Stream AG, выставлены три существенных условия. Во-первых, замутнение воды при прокладке трубопровода не должно превышать 15 мг на литр воды в районе Hoburgs Bank и Norra Midsjobanken. Во-вторых, строительство не должно вестись в районах нереста трески в период с мая по октябрь. И наконец, компания должна нести полную ответственность за обломки военной техники и боеприпасов на дне и, где возможно, провести их консервацию и реставрацию..

### Нидерланды
Нидерланды участвуют в строительстве через долю государственной компании Nederlandse Gasunie в операторе морской части газопровода.

### Белоруссия
Президент Белоруссии Александр Лукашенко 15 января 2007 года назвал строительство Nord Stream «самым дурацким проектом России». «Неизвестно, что может произойти с этим газопроводом, который лежит на куче боеприпасов», — заявил Лукашенко. Он добавил, что СЕГ может войти в книгу рекордов Гиннесса, и предложил вместо него проложить вторую нитку газопровода «Ямал — Европа». «Строительство „Газпромом“ балтийского газопровода — это что, нормальная политика? Что, мы можем вести с таким руководством нормальные переговоры?» — задался вопросом белорусский президент. Комментируя выступление Лукашенко, источник в Кремле заявил «РИА Новости»: «Эти слова являются ещё одним хорошим подтверждением необходимости строительства такого трубопровода».

### Германия
«Строительство СЕГ действительно очень важно для Европы, и логика европейцев сейчас абсолютно на стороне России» — заведующий сектором СНГ Германского института экономических стратегий Александр Рар.
16 января 2008 года канцлер ФРГ Ангела Меркель на пресс-конференции по окончании переговоров с председателем правительства РФ Владимиром Путиным заявила: «что касается проекта Nord Stream, для нас здесь ничего не изменилось. Мы намерены продолжать последовательно строить и реализовывать этот проект».
Nord Stream и Шрёдер
В декабре 2005 года, после ухода Герхарда Шрёдера с поста федерального канцлера ФРГ, было объявлено, что он возглавит комитет акционеров North European Gas Pipeline Company, компании — оператора Северо-Европейского газопровода. Комитет акционеров будет выполнять функции совета директоров, и в его функции входит «принятие всех стратегических решений по всем направлениям деятельности компании».
В середине декабря 2005 вопрос о назначении Шрёдера обсуждался в бундестаге.

### Финляндия
В январе 2008 года министр иностранных дел Финляндии Илкка Канерва заявил: 
… наверное, было бы очень странно, если бы Финляндия выступала против этого проекта, потому что первоначально это была финская инициатива.

### Евросоюз
На прошедшем 4 июня 2008 года саммите стран Балтийского моря Литва, Латвия, Эстония и Швеция не высказывали возражений проекту.
2 июля 2009 года Положительное заключение о возможности строительства газопровода выдали экологические власти Финляндии, через экономическую зону которой должна пройти труба.

## Эксплуатация
Контроль и управление эксплуатацией газотранспортной системы «Северный поток» осуществляется из центра управления, который находится в головном офисе компании-оператора Nord Stream AG в швейцарском Цуге. Операторы в центре управления круглосуточно контролируют и координируют передвижение газа по газопроводу. Центр управления соединен с датчиками и запорной арматурой через выделенные кабельные и спутниковые линии связи, что позволяет операторам отслеживать все параметры движения газа в удаленном режиме, а также при необходимости управлять запорной арматурой газопровода.
С 4 по 6 января 2017 года был зафиксирован рекордный суточный объём поставок газа — 165,2 млн м³.
30 ноября 2017 года объём поставок с начала эксплуатации составил 200 млрд м³.
В 2017 году средняя загрузка «Северного потока» достигла 93 %, потребители в Европейском союзе получили 51 млрд м³ газа. Это самый высокий годовой показатель загрузки газопровода с момента ввода в эксплуатацию.
За 10 лет работы  было поставлено 430 млрд м³.
15 июня 2022 года «Газпром» уведомил ряд европейских компаний: OMV (Австрия), Eni (Италия), Uniper (Германия) о сокращении объёма поставки газа через «Северный поток», в том числе из-за того, что немецкая компания Siemens не вернула газоперекачивающие агрегаты для компрессорной станции «Портовая», отданные ей на ремонт. Представители Siemens в свою очередь пояснили, что отправили агрегаты на ремонт в Канаду и оттуда их не удается вернуть из-за канадских санкций против России.
В итоге 14 июня 2022 года «Газпром» уведомил, что снизит прокачку газа по газопроводу «Северный поток» на 40 % — с плановых 167 до 100 миллионов кубометров, а 15 июня заявил, что сократит её до 67 миллионов кубометров. За два дня с 14 по 16 июня цена газ на амстердамской бирже выросли с 97 до 130 евро за мегаватт-час.
По сведениям The Globe and Mail, полученным из правительственных источников, МВД Канады предоставило Siemens Energy освобождение от санкций Канады в отношении России на два года. Это позволяет компании отправлять турбины «Северного потока» на объекты Siemens Canada в Монреале для регулярного ремонта и технического обслуживания в течение всего указанного срока. В рамках сделки может быть отремонтировано до шести турбин «Северного потока»..
11 июля 2022 года «Газпром» перекрыл «Северный поток» на 10-дневную профилактику. 21 июля 2022 года подача газа возобновилась. По сообщению главы Федерального сетевого агентства Германии, объём поставок газа по «Северному потоку» в тот момент составил 30 % от полной загрузки трубопровода. 25 июля 2022 года «Газпром» сообщил о вынужденной остановке работы ещё одного газотурбинного двигателя на компрессорной станции «Портовая» из-за окончания срока межремонтной наработки до капитального ремонта. 27 июля поставки российского газа по «Северному потоку» упали до около 20 % от максимальной мощности. 27 июля цены на газ на бирже достигли 2350 долларов за тысячу кубометров.
19 августа 2022 года «Газпром» сообщил об остановке последней работающей турбины «Северного потока» на трое суток с 31 августа в связи с ремонтными работами. В результате 22 августа цена на ICE Futures превысила 3000 $ за 1 тыс. м³.
25 августа 2022 года министр иностранных дел Канады Мелани Джоли сообщила о том, что её страна передаст Германии ещё пять турбин Siemens для газопровода «Северный поток».
31 августа 2022 года «Газпром» в связи с ремонтом единственной оставшейся турбины на компрессорной станции «Портовая» в Ленинградской области прекратил поставки газа по трубопроводу «Северный поток». Про сообщению компании, прокачку топлива должны были возобновить утром 3 сентября в объёме 33 миллиона м³/сут., что составляет 20 % от мощности газопровода. В связи с этим объявлением цены на газ в Европе подняли выше 3000 $/м³. Глава «Газпрома» Алексей Миллер заявил, что западные санкции не позволяют Siemens Energy проводить регулярное техническое обслуживание оборудования газопровода «Северный поток — 1». «Газпром» назвал неисправное или задержанное оборудование основной причиной сокращения поставок по «Северному потоку».
26 сентября зафиксировано резкое падение давления в газопроводах «Северный поток» и «Северный поток — 2». Оператор проекта Nord Stream AG сообщил, что разрушения, происшедшие в один день одновременно в трех местах, носят «беспрецедентный характер». Компания отмечает, что сроки восстановления пока оценить невозможно. Чиновники Германии, Дании и Польши подозревают, что причиной ЧП стал саботаж.
| Год                                        | 2011 | 2012 | 2013 | 2014 | 2015 | 2016 | 2017  | 2018    | 2019    | 2020    | 2021    |
| ------------------------------------------ | ---- | ---- | ---- | ---- | ---- | ---- | ----- | ------- | ------- | ------- | ------- |
| Объём поставок, млрд м³                    | 0,66 | 11,5 | 23,8 | 35,5 | 39,1 | 43,8 | 51    | 58,8    | 58,5    | 59,3    | 59,2    |
| Нарастающим итогом, на конец года, млрд м³ |      |      |      |      |      |      | 205,3 | 264,1   | 322,6   | 381,9   | 441,1   |
| Среднегодовая загрузка                     |      | 33 % | 43 % | 65 % | 71 % | 80 % | 93 %  | 106,9 % | 106,4 % | 107,8 % | 107,6 % |

## Экологическая безопасность проекта
По словам Дирка фон Амельна, заместителя технического директора Nord Stream AG, компания потратила более 100 миллионов евро на экологические исследования и планирование в целях обеспечения безопасности и экологичности технического дизайна и маршрута газопровода. Проект привлечет дополнительное внимание к экологии Балтики.
Утверждается, что маршрут газопровода спроектирован таким образом, что он не пересекает мест захоронения боеприпасов времен Второй мировой войны. Согласно данным компании Rambol, координатора подготовки экологического отчета по проекту Nord Stream, на морском дне найдены 20 объектов из разряда боеприпасов в российской зоне, 30 — в зоне Финляндии, 1 — Швеции, 3 — Дании. Согласно этим данным, только последние из них можно классифицировать как химические боеприпасы.
Нил Штробек, директор компании Rambol, также утверждает, что строительство трубопровода не нанесёт урона рыболовству в регионе. По его словам, долгосрочного воздействия на рыбу не будет, и она сможет вернуться на привычные участки уже после строительства трубопровода. Проект Nord Stream будет строиться в соответствии со стандартом Det Norske Veritas F111 «Взаимодействие тралового оборудования и газопроводов», который разрешает траловый лов рыбы в районе морских трубопроводов.
Эксперты также считают, что Nord Stream, будучи подводным трубопроводом, будет транспортировать больше газа при устойчивом давлении, что снижает негативное воздействие на людей и окружающую среду.

## Развитие проекта
Первоначально рассматривался вариант прокладки третьей нитки газопровода. Но против него выступила канцлер Германии Ангела Меркель. Газпром также предпочёл менее затратный вариант — строительство относительно короткого газопровода «Ямал — Европа 2», который мог соединить газотранспортные системы Белоруссии и Словакии в обход Украины. Но проектные работы были заморожены Польшей.
На юге Европы проблемы возникали с сухопутным продолжением «Турецкого потока». В итоге его мощность была уменьшена в два раза.
Для решения проблем с транзитными странами было предложено строительство третьей и четвёртой нитки Северного потока. Новый проект получил название «Северный поток — 2» и активную поддержку канцлера Германии Ангелы Меркель. Проект вызвал удивление в Болгарии, которая затягивала с разрешениями для Южного потока, повлекшими его отмену, и длительными согласованиями по сухопутному продолжению «Турецкому потоку».
Укладка труб «Северного потока — 2» была завершена в сентябре 2021 года. А его сухопутное продолжение EUGAL позволило полностью задействовать «Северный поток» в условиях ограничений, наложенных на OPAL.

## Инциденты

### Разминирование в 2015 году
6 ноября 2015 года при плановом визуальном обследовании газопровода был обнаружен подводный уничтожитель мин «Морская лиса». Точка обнаружения устройства — 651-й километр, глубина 40 метров, взрывное устройство извлекли шведские вооруженные силы. Шведская армия переместила устройство в безопасное место и уничтожила его.
Согласно заявлению, опубликованному на официальном сайте Вооружённых сил Швеции 17 ноября 2015 г., в результате анализа было установлено, что аппарат является шведским дистанционно управляемым кораблём — Seafox, который в основном используется шведской армией для разминирования. Корабль пропал во время учений весной 2014 года после того, как оборвался специальный трос, удерживающий его в движении. В заявлении также упоминается, что корабль не представлял угрозы для газопровода, так как имеет встроенную функцию самонейтрализации.

## Происшествия
- Диверсия на «Северных потоках»